# Casamento de Frederico, Príncipe Herdeiro da Dinamarca, e Maria Donaldson
O casamento do então príncipe herdeiro Frederico, e Mary Donaldson teve lugar em 14 de maio de 2004 na Catedral de Copenhaga.

## Namoro e noivado
O príncipe Frederico, Príncipe Herdeiro da Dinamarca e Mary Elizabeth Donaldson conheceram-se em 16 de setembro de 2000, durante os Jogos Olímpicos de Verão de 2000 na cidade de Sydney na Austrália. Ela foi, no entanto, sem saber da sua verdadeira identidade; Frederico identificou-se como o Príncipe Herdeiro da Dinamarca, no auge do seu namoro. O seu relacionamento era mantido em segredo, embora alguns meios de comunicação dinamarqueses terem noticiado que os dois estavam namorando.
Em 24 de setembro de 2003, foi anunciado que a mãe de Frederico, a rainha Margarida II da Dinamarca tinha dado o seu consentimento para o seu casamento no Conselho de Estado em uma reunião agendada para o dia 8 de outubro de 2003.
Frederico e Mary tornaram-se oficialmente noivos em 8 de outubro de 2003. Frederico presentou Mary com um anel de noivado com um diamante de esmeraldas e duas baguetes-esmeralda de rubi. Antes do casamento, Mary tinha dupla cidadania da Austrália e do Reino Unido, foi-lhe concedida a nacionalidade dinamarquesa. Ela também convertida à Igreja da Dinamarca. A mídia retratou a relação de Frederico e Mary como um moderno romance de "conto de fadas" entre um príncipe e uma plebeia.

## Celebrações

### Jantar de gala no Palácio de Christiansborg

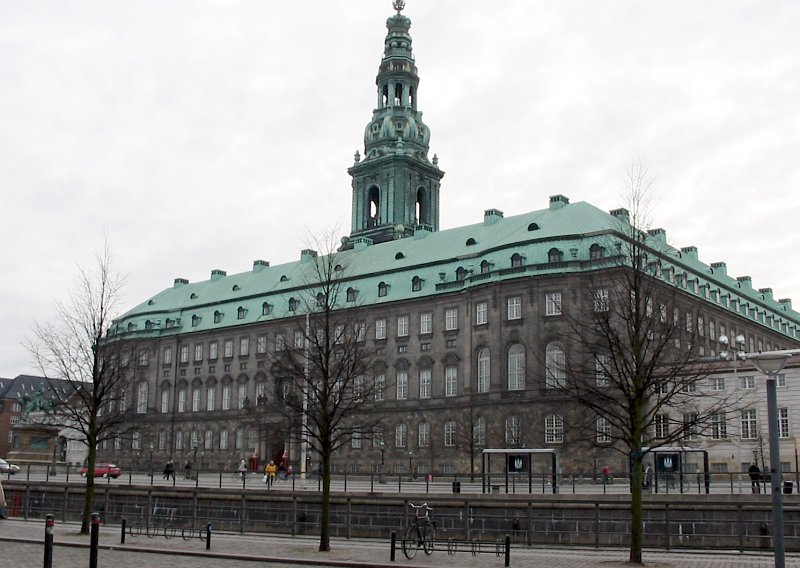
O Palácio de Christiansborg da Dinamarca.

No dia 11 de maio de 2003, houve um jantar gala no Palácio de Christiansborg em honra dos noivos. Uma festa com cocktayl, jantar e espectáculo, em que Mary Donaldson foi o centro das atenções dos mais de 300 convidados dos principais órgãos do país nórdico no mundo, em que se transformou em uma verdadeira princesa.

### Gala no Teatro Real de Copenhaga
Na noite anterior ao casamento realizou-se uma gala no Teatro Real de Copenhaga onde houve um extraordinário espetáculo de música clássica, jazz, ballet e rock a que assistiram 1200 convidados, onde estiveram vários membros da realeza europeia como, o príncipe Eduardo, Conde de Wessex e a Sofia, Condessa de Wessex, o príncipe Filipe VI de Espanha e a sua noiva Letizia Ortiz, a princesa Carolina do Mónaco e o príncipe Haakon, Príncipe Herdeiro da Noruega, entre outros.

## Cerimónia de casamento
A cerimónia de casamento de Frederico, Príncipe Herdeiro da Dinamarca, e Mary Donaldson foi realizada em 14 de maio de 2004 na Catedral de Copenhaga na Dinamarca. Depois seguiram-se as festas de casamento no Palácio de Fredensborg. As irmãs de Mary, Jane Stephens e Patricia Bailey, e a sua amiga Amber Petty foram as madrinhas, enquanto que o irmão de Frederico, o príncipe Joaquim foi o padrinho. Os sobrinhas de Mary, Erin e Kate Stephens e Madisson foram as damas de honra, e o sobrinho de Frederico, o príncipe Nicolau e o primo de primeiro grau, o conde Richard von Pfeil und Klein-Ellguth foram os pajens.
Mary usava um vestido de noiva criado pelo estilista dinamarquês Uffe Frank, com um véu usado pela primeira vez pela princesa Margarida de Connaught, Rainha Consorte da Suécia, e depois por sua filha a princesa Ingrid da Suécia, Rainha Consorte da Dinamarca. O véu, feito de renda irlandesa, foi mais tarde usado pelas filhas de Ingrid, as princesas Margarida II, Benedita e Anne-Marie. A tiara do casamento de Mary foi um presente da rainha reinante Margarida II da Dinamarca e do príncipe Henrique, Príncipe Consorte da Dinamarca. 

## Banquete do casamento

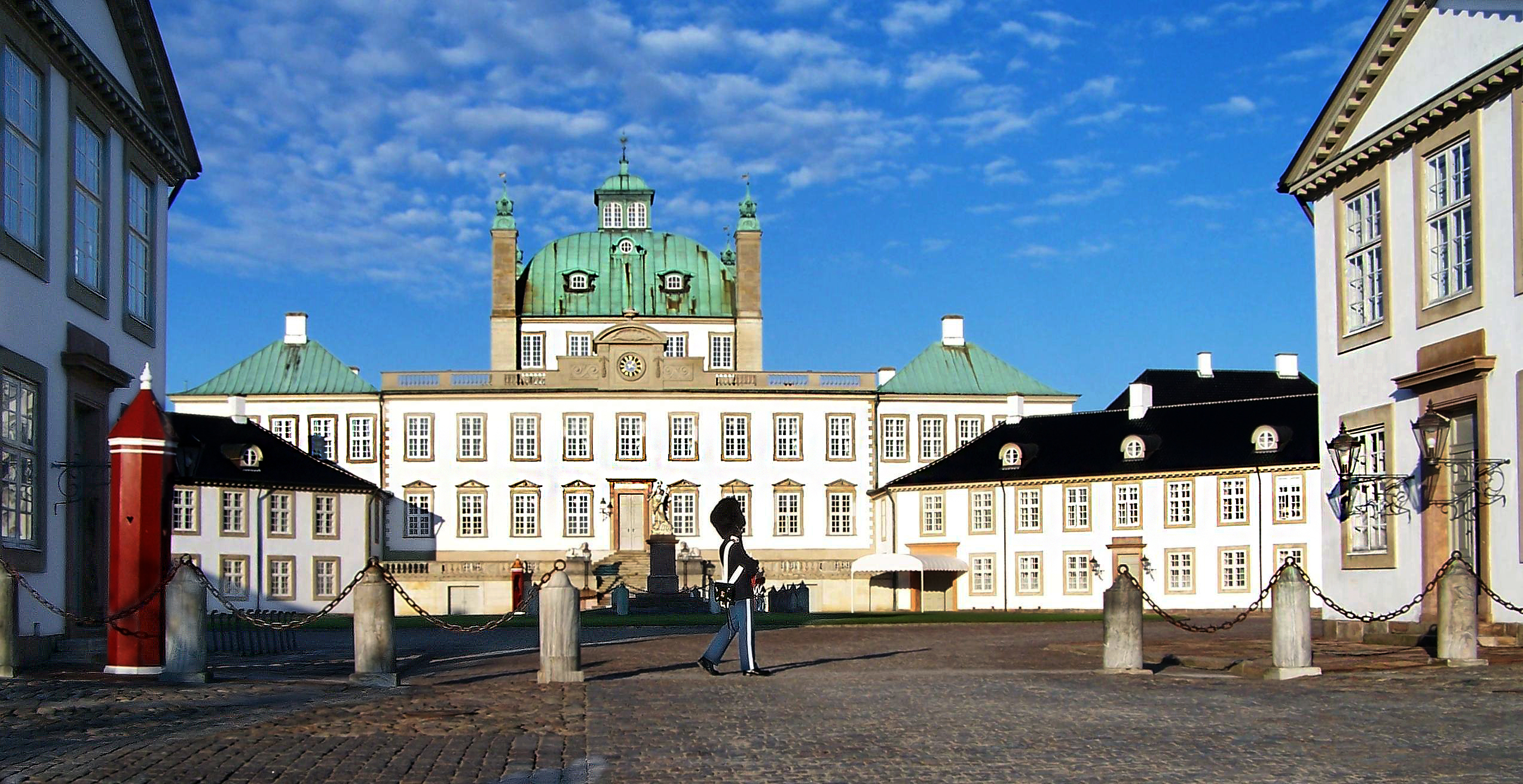
O Palácio de Fredensborg, onde se realizou o banquete do casamento.

No Palácio de Fredensborg, a vários quilómetros de Copenhaga, o palácio preferido da família real dinamarquesa para os grandes acontecimentos, realizou-se o banquete em comemoração ao casamento dos príncipes Federico e Mary. Dos oitocentos convidados que estiveram na cerimônia religiosa só metade estiveram também no banquete nupcial porque não havia capacidade para mais no palácio. Os convidados do banquete nupcial puderam desfrutar dos acordes da banda de música da Guarda Real da Dinamarca que ofereceu para amenizar a ocasião. A decoração deste espaço retangular grande, perfeito para todos os participantes jantarem juntos e para poderem ver a noiva e o noivo e a sua família, foi decorado ao mínimo detalhe. Os motivos florais em tons de rosa, as cadeiras dos convidados em ouro e decoradas com lâmpadas de flores penduradas.

## Títulos concedidos pelo casamento

Monograma real duplo

Logo após o casamento, Mary passou a utilizar o título de seu marido se tornou-se oficialmente a "Sua Alteza Real a Princesa Herdeira da Dinamarca". Frederico deve eventualmente subir ao trono dinamarquês, como esperado, Mary passará automaticamente a ser a rainha consorte da Dinamarca. Ela também foi homenageada com a Ordem do Elefante da Dinamarca, e o seu pai John Donaldson com a Grã-Cruz da Ordem Real do Dannebrog (a mais importante ordem honorífica da Dinamarca). De acordo com os estatutos das ordens reais dinamarquesas, a ambos foi concedido um brasão pessoal de armas.
Em 29 de abril de 2008, Frederico e Mary receberam o título de Conde de Monpezat e Condessa de Monpezat, que Frederico herdou de seu pai, o príncipe Henrique, Príncipe Consorte da Dinamarca.

## Lista de convidados

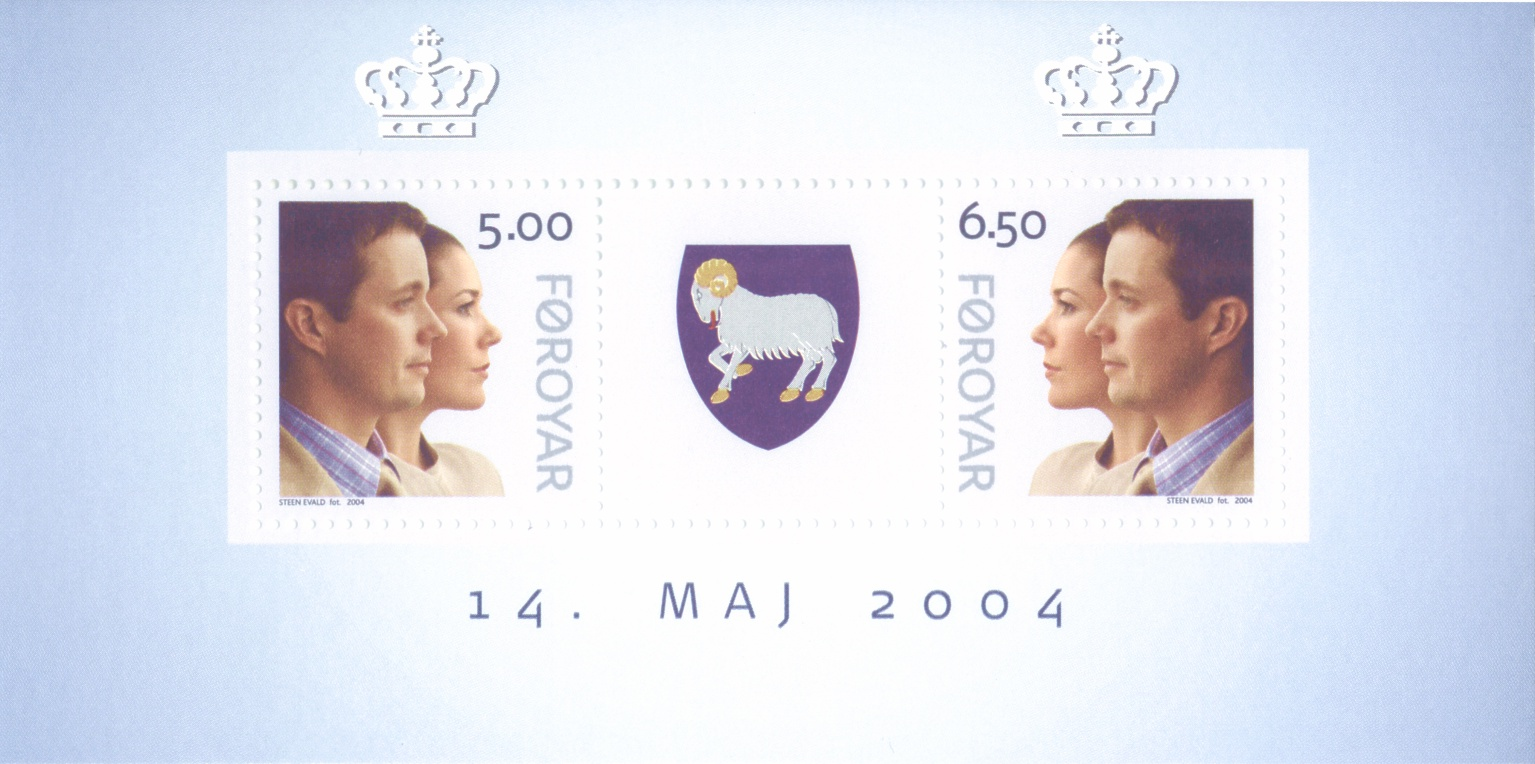
Selo comemorativo do casamento do príncipe herdeiro Frederico e princesa Mary

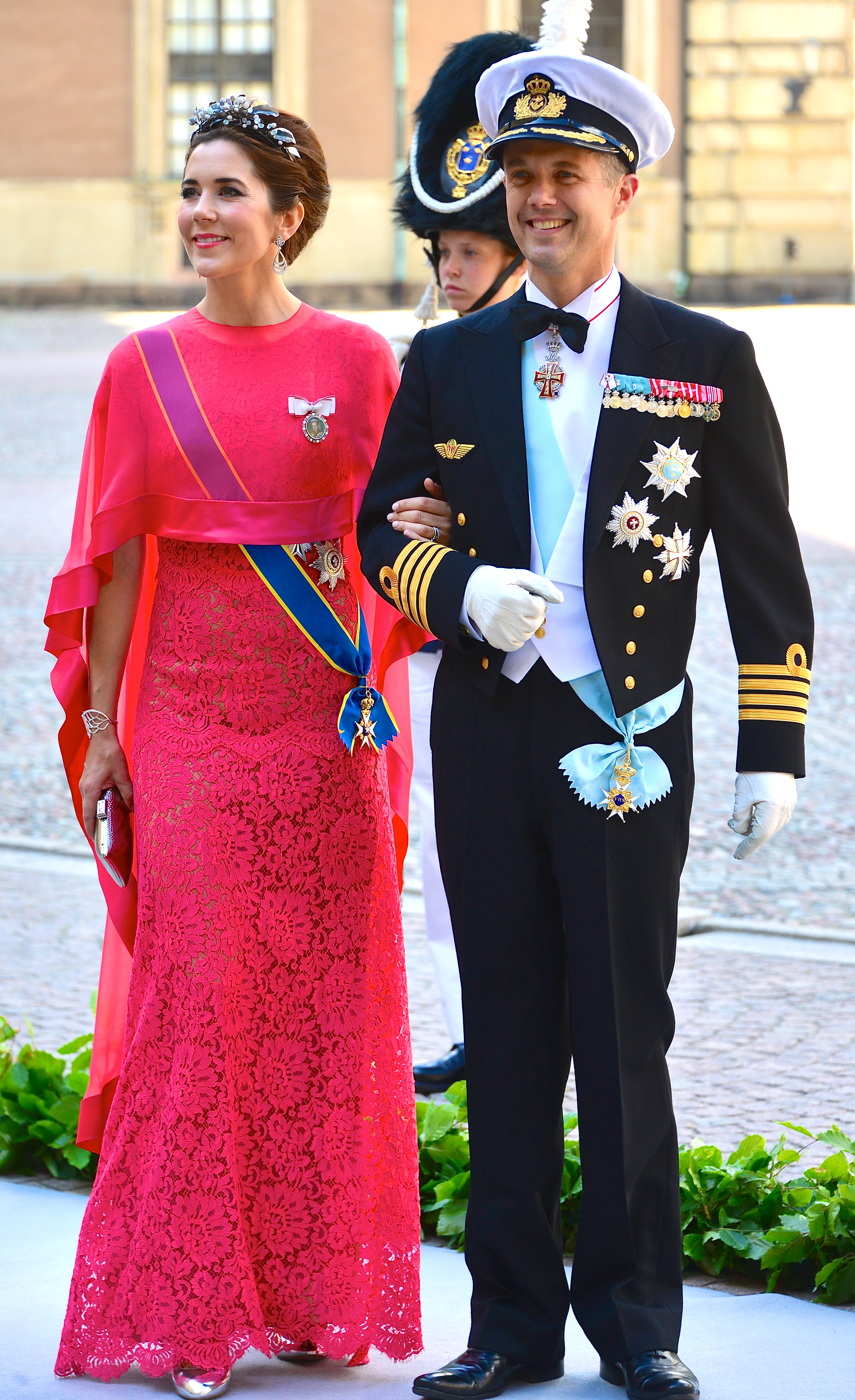
Os príncipes herdeiros Frederico da Dinamarca e Maria Donaldson.

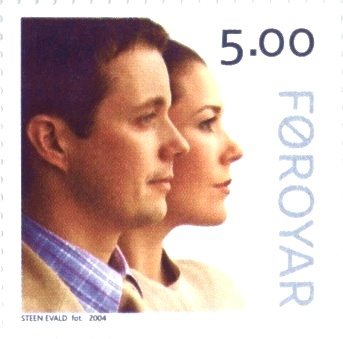
Frederico e Mary em 2004 no selo comemorativo das Ilhas Faroé.

### Família real da Dinamarca
- SM a rainha Margarida II e SAR o príncipe consorte Henrique (pais do noivo)
  - SAR o príncipe Joaquim e a princesa Alexandra (irmão e cunhada do noivo)
    - SA o príncipe Nicolau
    - SA o príncipe Félix
- SAR a princesa Benedita, Princesa de Sayn-Wittgenstein-Berleburg e SAS Príncipe Ricardo, 6.º Príncipe de Sayn-Wittgenstein-Berleburg (tios do noivo)
  - SAS o príncipe herdeiro Gustavo de Sayn-Wittgenstein-Berleburg
  - SAS a princesa Alexandra, Condessa Jefferson von Pfeil und Klein-Ellguth e SE o conde Jefferson von Pfeil und Klein-Ellguth
  - SAS a princesa Natália de Sayn-Wittgenstein-Berleburg
- SM a rainha Ana Maria e o rei Constantino II dos Helenos (tios do noivo)
  - SAR a princesa Alexia, Sra. Morales e Carlos Morales Quintana
  - SAR o príncipe Paulo, Príncipe Herdeiro da Grécia e a princesa herdeira Maria Chantal da Grécia
  - SAR o príncipe Nicolau da Grécia e da Dinamarca
  - SAR a princesa Teodora da Grécia e da Dinamarca
  - SAR o príncipe Filipe da Grécia e Dinamarca
- SA a princesa Isabel de Dinamarca (prima da mãe do noivo)

### Família Monpezat
- Condessa Françoise, Sra. Bardin (tia paterna do noivo)
- Conde Étienne de Laborde de Monpezat (tio paterno do noivo)
  - Conde Raphaël de Laborde de Monpezat
  - Conde Bertrand de Laborde de Monpezat
  - Conde Arthur de Laborde de Monpezat
- Conde Jean-Baptiste de Monpezat (tio paterno do noivo)
- Condessa Maureville, Sra. Beauvillain (tia paterna do noivo)

### Família Donaldson
- John Donalson e Susan Donalson (pai e madrasta da noiva)
  - Jane Stephens e Craig Stephens (irmã e cunhado da noiva)
  - Patricia Bailey e Scott Bailey (irmã e cunhado da noiva)
  - John Donaldson e Leanne Donaldson (irmão e cunhada da noiva)
- Peter Donaldson (tio paterno da noiva)
- John Pugh (tio materno da noiva)
- Margaret Cunningham (tia-avó paterna da noiva)

### Realeza e casas reais reinantes
Bélgica:
- SM o rei Alberto II e a rainha Paola
  - SAR o príncipe Filipe, Duque de Brabante e princesa Matilde, Duquesa de Brabante
  - SAI&R a princesa Astrid, Arquiduquesa da Áustria-Este e o príncipe Lorenzo, Arquiduque da Áustria-Este
  - SAR o príncipe Lourenço e a princesa Claire

Espanha:
- SM a rainha Sofia
  - SAR a infanta Elena, Duquesa de Lugo e SE D. Jaime de Marichalar, Duque de Lugo
  - SAR a infanta Cristina, Duquesa de Malma de Mallorca e SE D. Iñaki Urdangarin, Duque de Palma de Mallorca
  - SAR o príncipe Felipe, Príncipe das Astúrias e sua noiva Leticia Ortiz

Japão:
- SAI o príncipe Naruhito, Príncipe Herdeiro do Japão

Liechtenstein:
- SAS o príncipe Venceslau de Liechtenstein

Luxemburgo:
- SAR o grão-duque Henrique e a grã-duquesa Maria Teresa
  - SAR o grão-duque Guilherme, Grão-Duque Herdeiro de Luxemburgo
- SAR o príncipe Guilherme de Luxemburgo

Mónaco:
- SAS o príncipe Alberto, Marquês de Baux, Herdeiro de Mônaco
- SAR a princesa Carolina, Princesa de Hanôver e o príncipe Ernesto Augusto V, Príncipe de Hanôver

Noruega:
- SM o rei Haroldo V e a rainha Sônia
  - SAR o príncipe Haakon, Príncipe Herdeiro da Noruega e a princesa consorte Mette-Marit, Princesa Herdeira da Noruega
  - SA a princesa Marta Luísa e Ari Behn

Países Baixos:
- SM a rainha Beatriz
  - SAR o príncipe Guilherme, Príncipe de Orange e a princesa Máxima
  - SAR o príncipe Constantino e a princesa Laurentina

Reino Unido:
- SAR o príncipe Eduardo, Conde de Wessex e a princesa Sofia, Condessa de Wessex

Suécia:
- SM o rei Carlos XVI Gustavo e a rainha Sílvia
  - SAR a princesa Vitória, Princesa Herdeira da Suécia
  - SAR o príncipe Carlos Filipe, Duque de Varmlândia
  - SAR a princesa Madalena, Duquesa da Helsíngia e Gestrícia

### Realeza e dinastias não-reinantes
Alemanha:
- SAS o príncipe Phillip de Hesse
- SAR a princesa Xenia de Hohenlohe Langenburg
- SA o príncipe Wilhelm de Schaumburg-Lippe
- SA a princesa Ilona de Schaumburg-Lippe
- SA o príncipe Christian de Schaumburg-Lippe

Áustria
- SAIR o arquiduque Karl da Ástria

Bulgária:
- SAR o príncipe Kardam, Príncipe de Turnovo e a princesa Miriam, Princesa de Turnovo

Itália:
- SAR o príncipe Vítor Emanuel, Príncipe de Nápoles e a princesa Marina, Princesa de Nápoles

Duas Sicílias:
- SAR o príncipe Carlos, Duque de Calábria e a princesa Ana, Duquesa da Calábria
- SAR o príncipe Carlos, Duque de Castro e a princesa Camila, Duquesa de Castro

Irão:
- SM a imperatriz viúva Farah

Islão:
- SA o príncipe Aga Khan IV

Jugoslávia:
- SAR o príncipe Alexandre, Príncipe Herdeiro da Iugoslávia e a princesa consorte Katherine, Princesa herdeira da Iugoslávia

Portugal:
- SAR o príncipe Duarte Pio, Duque de Bragança e a princesa Isabel, Duquesa de Bragança

Rússia:
- SAS o príncipe Dimitri Romanov, Príncipe da Pússia e a princesa Dorrit Romanov, Princesa da Rússia

### Aristocracia
- Barão Christian de Watteville-Berckheim
- Conde Carl Johan Bernadotte de Wisborg
- Condessa Gunnila Bernadotte de Wisborg
- Conde Ingolf de Rosenborg
- Condessa Sussie de Rosenborg
- Conde Christian de Rosenborg
- Condessa Anne Dorte de Rosenborg
- Condessa Ruth de Rosenborg
- Barão Otto Reedtz-Thott e a baronesa Reedtz-Thott
- Conde Alexandre Pozzo Di Borgo e sua esposa.
- Condessa de la Béraudière
- Conde Christian C. K. Lerche-Lerchenborg e a condessa Lerche-Lerchenborg
- Barão Frederik Wedell-Wedellsborg e esposa.
- Princesa Désirée
- Condessa Helle Knuth
- Conde Christoffer Knuth
- Baronesa Wedell-Wedellsborg
- Skibsreder, Barão Ebbe Wedell-Wedellsborg
- Baronesa Wedell-Wedellsborg
- Hofdame, Visconde Bernstorff-Gyldensteen
- Visconde Bernstorff-Gyldensteen

## Madrinhas e padrinho, pagens, e meninos das alianças

### Madrinhas e padrinho
- Jane Stephens, a dama de honra
- Patricia Bailey, a dama de honra
- Âmbar Petty, a dama de honra
- Príncipe Joaquim da Dinamarca, o padrinho

### Damas de honra e pagens
- Erin Stephens
- Kate Stephens
- Madisson madeiras
- Príncipe Nicolau da Dinamarca
- Richard von Pfeil und Klein-Ellguth

## Ligações Externas
- Página Oficial da Família real dinamarquesa